# سيزار هويرتا
سيزار هويرتا (بالإسبانية: César Huerta) هو رياضي ولاعب كرة قدم مكسيكي، ولد في 2000 في غوادالاخارا في المكسيك. لعب مع نادي غوادالاخارا.

## وصلات خارجية
- سيزار هويرتا على موقع إي إس بي إن إف سي (الإنجليزية)
- سيزار هويرتا على موقع قاعدة بيانات كرة القدم.إي يو (الإنجليزية)
- سيزار هويرتا على موقع ناشيونال فوتبول تيمز (الإنجليزية)
- سيزار هويرتا على موقع Soccerway.com (الإنجليزية)
- سيزار هويرتا على موقع عالم كرة القدم.نت (الإنجليزية)